# Rhodiola junggarica
Rhodiola junggarica là một loài thực vật có hoa trong họ Crassulaceae. Loài này được Chang Y. Yang & N.R. Cui miêu tả khoa học đầu tiên năm 1982.